# کاساما، ایباراکی
کاساما در استان ایباراکی در کشور ژاپن واقع شده‌است  که دارای جمعیت ۸۰٬۶۴۶ نفر و مساحت ۲۴۰٫۲۷ کیلومتر مربع با تراکم جمعیت ۳۳۶  نفر در کیلومترمربع است و در تاریخ ۱۹ مارس ۲۰۰۶ به عنوان شهر شناخته شد.